# Alois Pichl

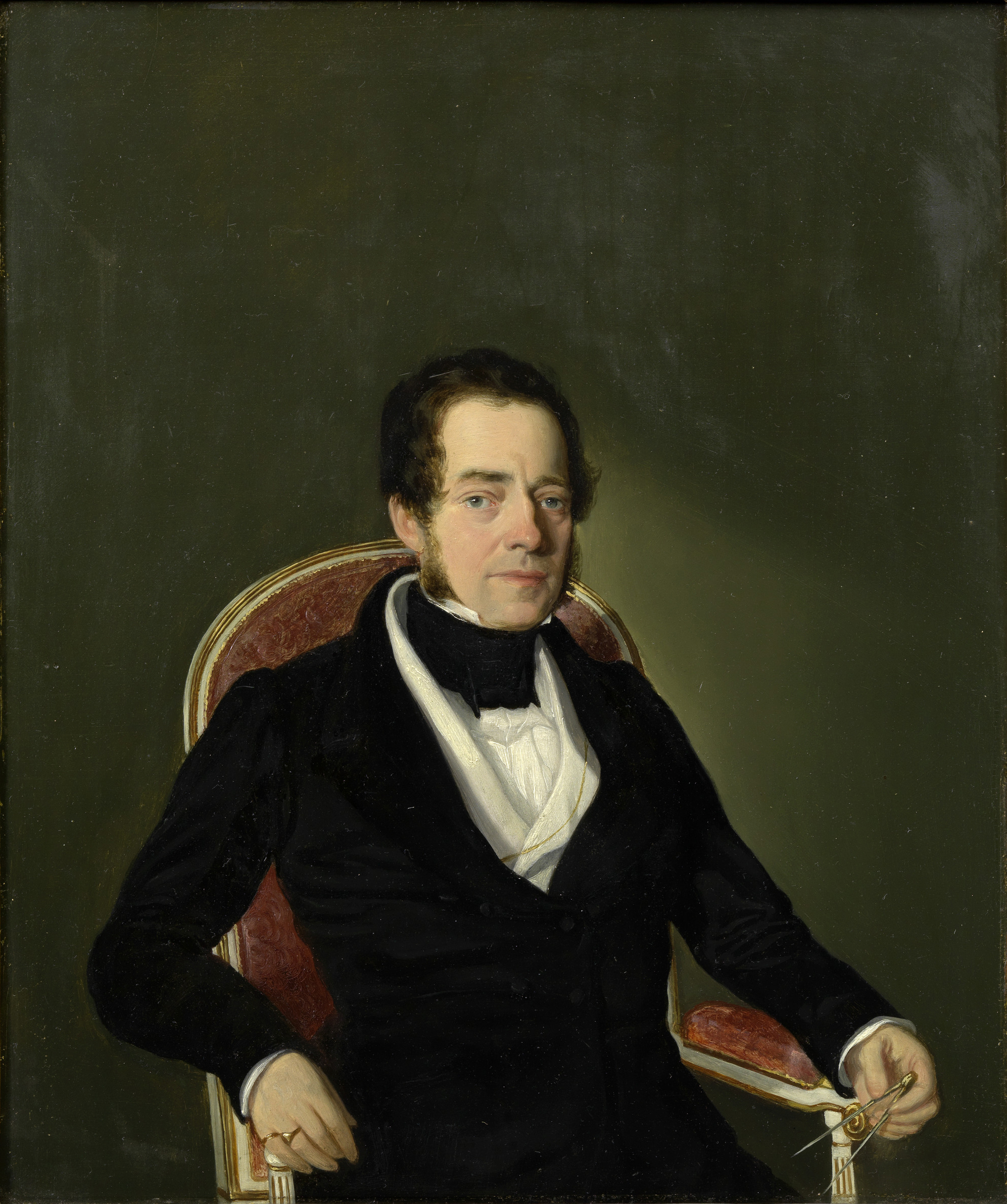
Alois Pichl (1819)

Alois Pichl (, auch Luigi Pichl, * 1782 in Mailand; † 19. Mai 1856 in Wien) war ein österreichischer Architekt.
Er war ein bedeutender Vertreter der Romantik. Seine teils klassizistischen, teils mittelalterlich-altdeutsch inspirierten Bauten hatten meist einen kubischen und oft zu massiver Schwere neigenden Stil. Er arbeitete vorwiegend in Oberitalien, Wien und Ungarn für Mitglieder des Hauses Habsburg und der Hocharistokratie.

## Familie
Pichls Vater, Wenzel Pichl (1741–1805), war Violinist, Komponist und Hofmusikdirektor am Mailänder Hof von Ferdinand Karl von Habsburg-Lothringen, dem Begründer des Hauses Österreich-Este. Seine Mutter, Katharina, geborene Somogy de Koloszvar, stammte aus einer wohlhabenden ungarischen Familie. Sein Bruder, Ferdinand Pichl (1775–1826), war ebenfalls ein Architekt.
Pichl ehelichte im Jahr 1809 Maria Anna Böhm (* um 1785; † 1856) und hatte zwei Töchter.

## Leben

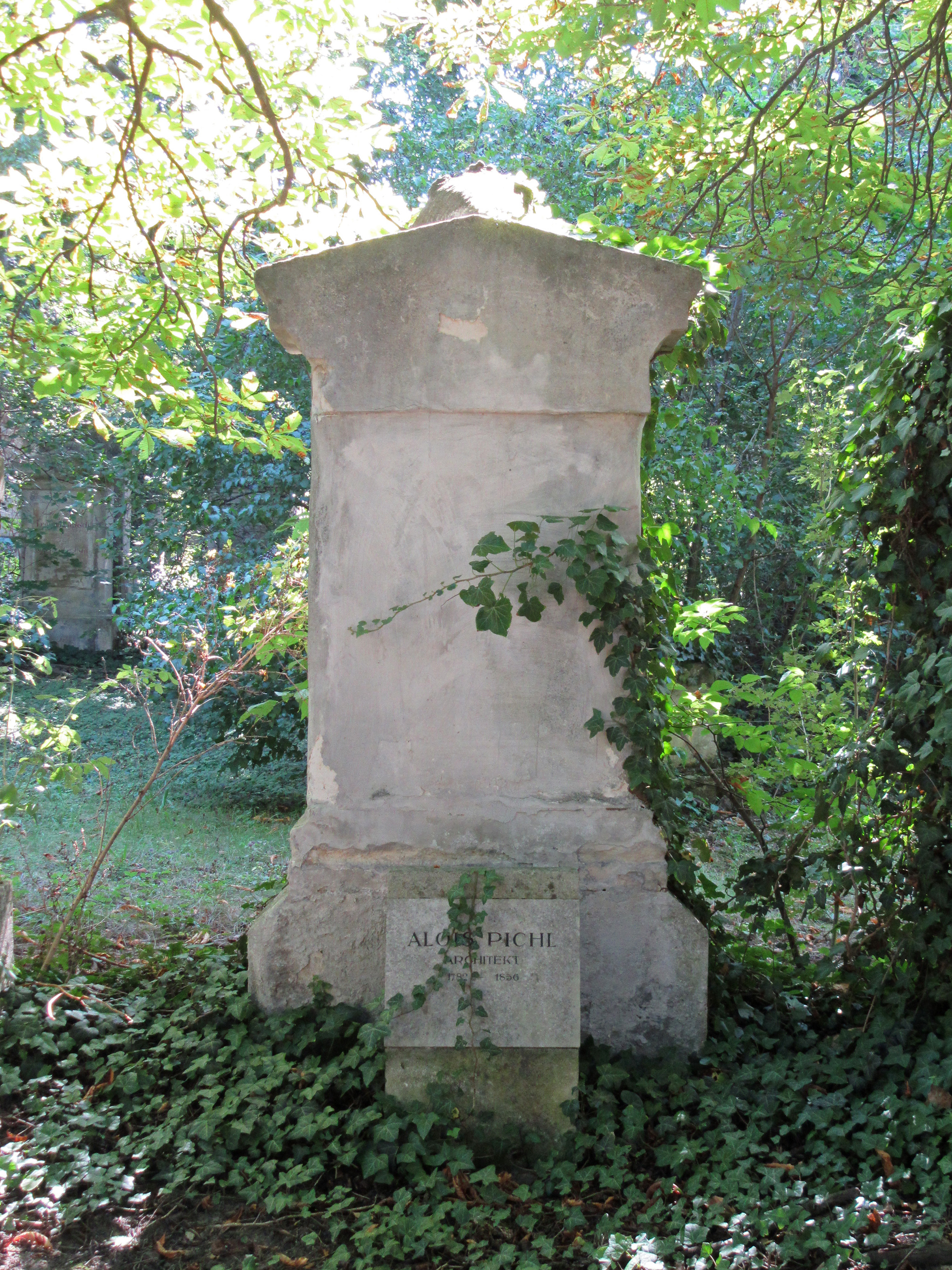
Grab von Alois Pichl auf dem Sankt Marxer Friedhof

Pichl begann in Italien ein Studium der Architektur und beendete dieses vermutlich um 1802 an der Akademie der Bildenden Künste in Wien. Im Jahr 1802 wurde ihm von der Akademie der erste Gundel-Preis der Architekturklasse verliehen.
1803 wurde er Architekt für das inzwischen in Wien ansässige Erzherzogpaar Ferdinand Karl und Maria Beatrix. Ab 1812 war Pichl vor allem in Ungarn tätig, unter anderem errichtete er für seinen Mäzen János Graf von Keglevich de Buzin (1786–1856) das Schloss Kistapolcsány im heutigen Topoľčianky (1818–1825). In Wien schuf er u. a. das Palais Modena (1811–1814), das Gebäude der „Ersten österreichischen Spar-Casse“ (1834–1835) und den Neubau des Niederösterreichischen Landhauses (1837–1839).
Pichl war Mitglied der Accademia di San Luca in Rom und wurde am St. Marxer Friedhof beigesetzt. 1962 wurde im 22. Bezirk die Pichlgasse nach ihm benannt.

## Anmerkung
1. ↑  Im ÖBL als Pichl, Alois Ludwig (Luigi) geführt, wobei Felix Czeike dies als „irrtümliche Ableitung über Louis (Luigi) zu Ludwig“ definiert.